# バシビウス

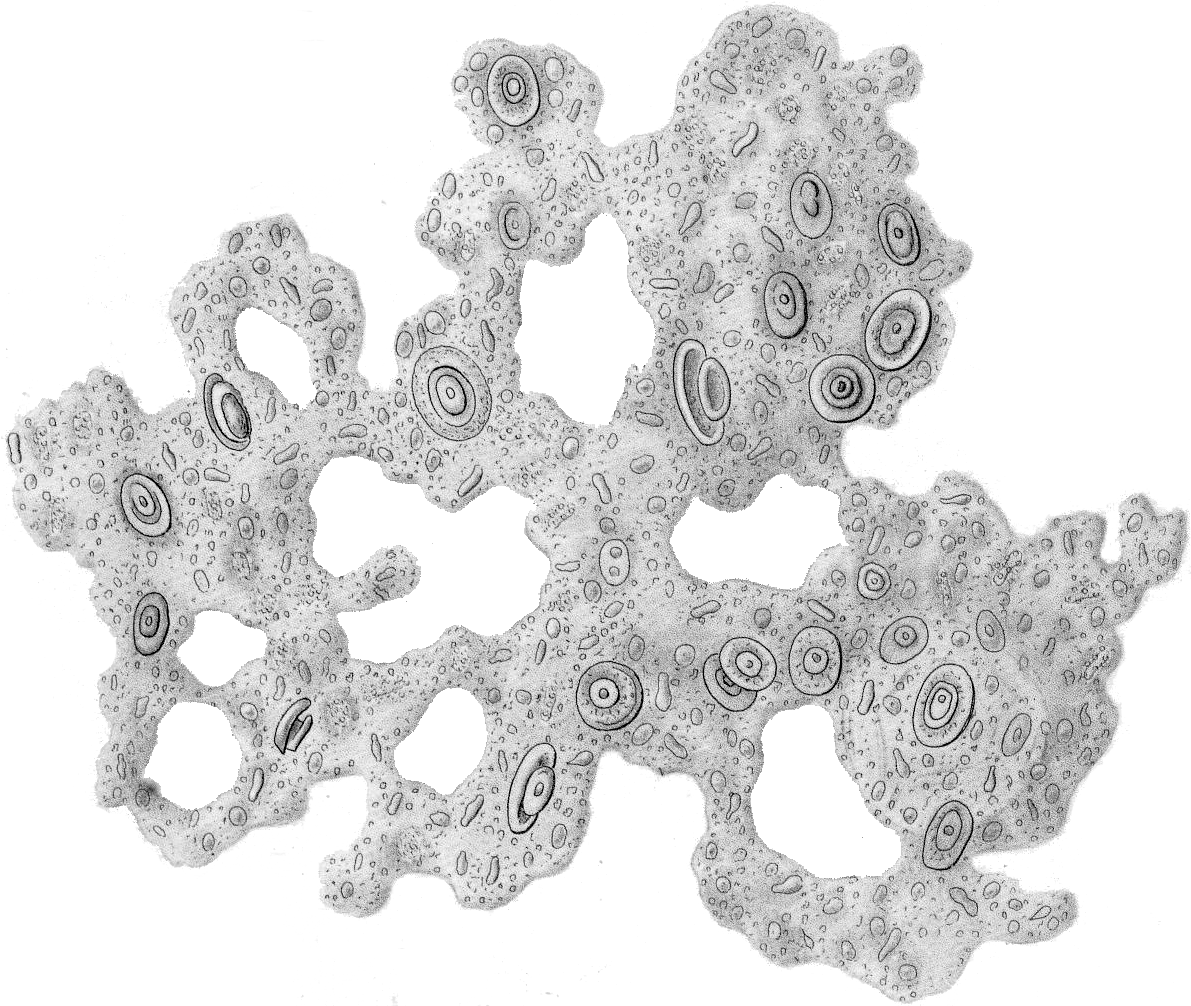
1870年のBeitrage zur Plastidentheorieの記事につけられた図

バシビウス (Bathybius)またはバチビウスとは、イギリスの科学者トマス・ヘンリー・ハクスリーが、大西洋の3700mの深海から採取したというアメーバに似た架空の原始生物。
1857年、ハクスリーは海底の泥から原始生物を発見し、これこそ生命の原始的な姿であると唱え、「バシビウス・ヘッケリ」 (Bathybius haeckelii) という学名まで与えた。しかし、その後の調査により、これはただの化学変化で生じた物質であることが判明し、ハクスリーも自らの過ちを認め、この説を撤回した。海洋生物史上有名な話である。

## 性質
ハクスリーのバシビウス観察は次のようなものである。「ドレッジャーでとった泥の上には、ねばねばしたものが、たくさんついていた。この泥を弱いアルコールを含んでいるぶどう酒に混ぜて振ってみると、膠のような小さい塊が、凝固し分離してきた。この塊の一部分をとり、一滴の海水中に入れて、顕微鏡でしばらくのぞいていると、卵白に似た不規則の網状の形が現れてきた。やがてこれははっきりした輪郭をもち、周囲の水とは明瞭に区別できるようになった。これこそ生命の原始的な形であることは、もはや疑うことはない。」

## 正体解明
1875年、チャレンジャー号の調査員たちは、バシビウスが生物でないことを確認した。つまり、海水にアルコールを添加したため、硫酸カルシウムの沈殿が生じ、これに砂や泥が混じって、乳白色のにかわ状の塊が形成されたに過ぎず、実験室で容易に再現できることを示した。当時のチャレンジャー号の調査探検に対する科学者の関心は、海底にはまだ古代の生命が生きていて、生命の起源について何かしらの手がかりが見つかるのではないか、というものだった。しかし海底から実際に採取された深海生物は、バシビウスの類でもなく、必ずしも珍奇な形をした動物でもなく、多くは沿岸の浅瀬にも見られるものであった。
チャールズ・ワイヴィル・トムソンから手紙を受け取ったハクスリーはネイチャー誌に投稿し発見報告を撤回した。

## 関連書籍
- 『チャレンジャー号探検』西村 三郎 (著) 中公新書 (1992/10) ISBN 4121011015